# Typ 80 ASM
Die Typ 80 Air-to-Ship Missile (japanisch 80式空対艦誘導弾 ‚Luft-Schiff-Lenkflugkörper Typ 80‘, auch ASM-1) ist ein luftgestützter Seezielflugkörper der japanischen Selbstverteidigungsstreitkräften.

## Allgemeines
Das System zeigte im Einsatz, dass sie nicht nur gegen Schiffe, sondern auch gegen Landziele wie Gebäude, Brücken und Fahrzeuge eingesetzt werden kann. Die ASM-1 ist mit einem Feststoff-Raketenmotor ausgestattet. Die Zielerfassung erfolgt mittels eines aktiven Radars.
Aus der Typ 80 wurde eine ganze Familie von Seezielflugkörpern entwickelt (Typ 88 SSM, Typ 90 SSM und Typ 91 ASM). Nachfolgesystems ist die 1993 in Dienst gestellte Typ 93 ASM.

## Plattformen
- Mitsubishi F-1
- Mitsubishi F-2
- F-4EJ „Phantom II“
- Kawasaki/Lockheed P-3J „Orion“